# Museo de Arqueología e Historia de El Chamizal
Il Museo de Arqueología e Historia de El Chamizal è un museo pubblico ubicato all'interno del Parque Público Federal El Chamizal, a Ciudad Juárez, nello stato di Chihuahua in Messico.

## Storia
Il museo è stato fondato nel 1964 come parte dell'Istituto Nazionale di Antropologia e Storia (INAH) del Messico, con l'obiettivo di preservare ed esporre la storia e la cultura della regione di El Chamizal e dei suoi dintorni. Inizialmente, il museo, era situato in un edificio temporaneo. Venne costruito al centro di un'area verde denominata "Parque Público Federal El Chamizal", un'area restituita dagli Stati Uniti al Messico nel 1963, che faceva parte del Texas, ed era parte dell'area persa dal Messico dopo la guerra del 1846-1848 di 2 100 000 km², a seguito del Trattato di Guadalupe Hidalgo, del 2 de febbraio 1848, il museo venne aperto al pubblico il 1° gennaio 1976. Nel 1978 fu inaugurato l'attuale edificio, progettato dall'architetto Juan José Díaz Infante. Questo nuovo spazio, disposto su un unico piano, ha fornito strutture moderne e adeguate per esporre in modo più completo e professionale la collezione archeologica e storica della regione. Nel 2024 vi sono stati 13.146 visitatori e 56 visite guidate.

## Collezioni
Il museo è sostanzialmente suddiviso in tre grandi sale, due di queste, a loro volta, sono suddivise in sale più piccole, che contengono le varie collezioni permanenti:
1. Sala dell'ambiente naturale circostante alla città e delle antiche culture della regione, quali la Aridoamérica e Paquimé, espone numerosi reperti, mappe e fotografie.
2. Sala sull'eredità del Messico precolombiano e la disputa di El Chamizal, molto dettagliata in questo caso, la storia della restituzione dell'area, con foto dell'epoca, carte geografiche che illustrano i vari cambiamenti della linea di frontiera e documenti sugli accordi Messico-Stati Uniti, per il passaggio dell'area.
3. Sala esposizioni temporanee e uso multiplo.

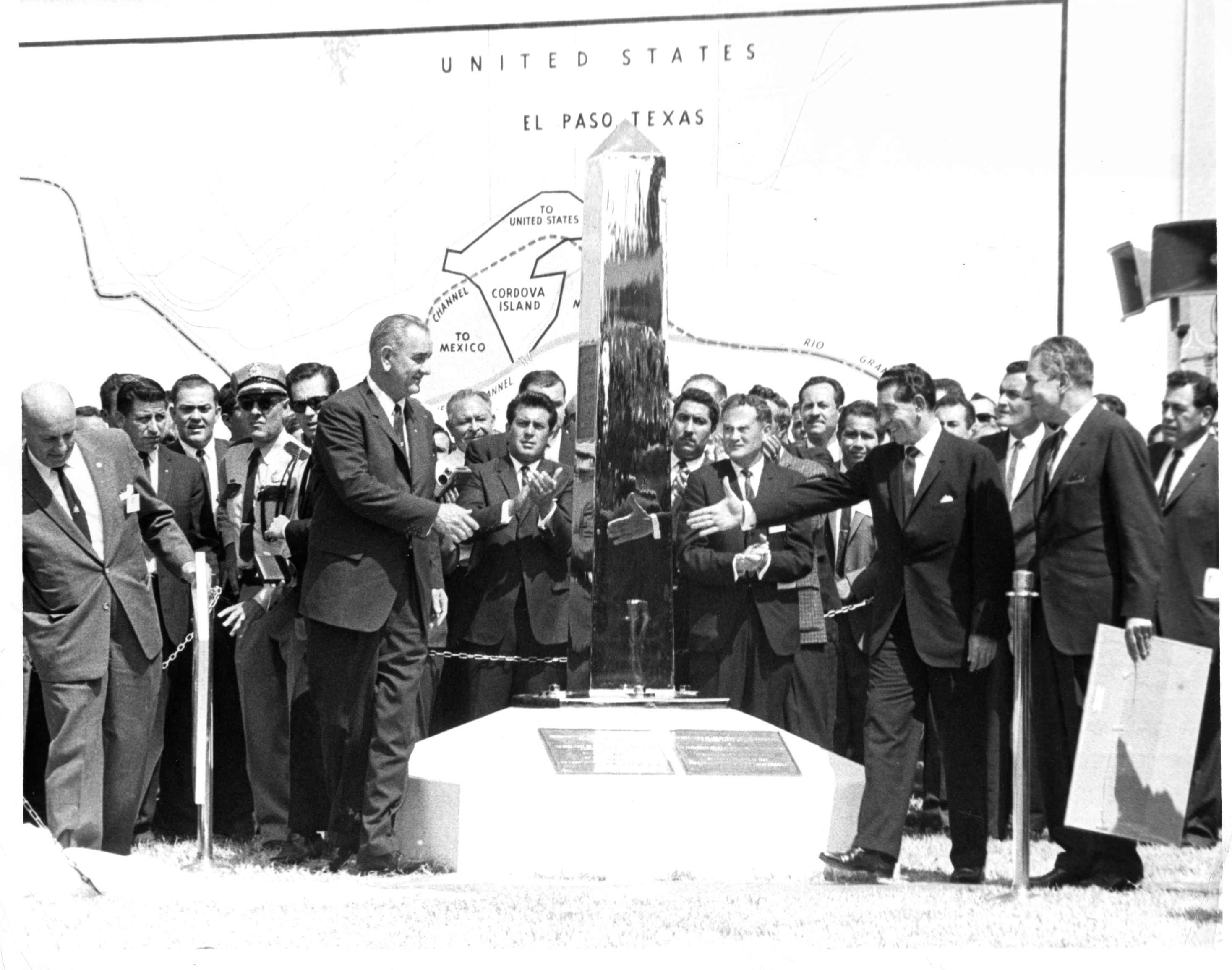
Foto del museo. Il presidente degli Stati Uniti, Lyndon B. Johnson, (a sinistra), con il suo omologo messicano, Adolfo López Mateos, il 25 settembre 1964, svelando il cartello che segna i nuovi confini tra i due paesi dopo la restituzione del Chamizal.

L'ingresso al museo è gratuito.

## Attività culturali
Il museo oltre alle collezioni permanenti e alle mostre temporanee, offre anche visite guidate, laboratori o corsi per giovani e adulti, concerti, convegni, presentazioni di libri e concorsi d'arte. Dispone anche di una biblioteca e una sala audiovisiva. Vengono anche organizzati dei "bazar", (che di solito si tengono nei fine settimana), dove vari artisti e artigiani locali vendono i loro pezzi.

## Parco circostante
Sul terreno restituito dagli Stati Uniti al Messico nel 1963, in accordo con il Governo Federale del Messico, si decise di costruire un parco urbano, che venne chiamato "Parque Público Federal El Chamizal". A partire dal 1970 iniziò lo sviluppo dei circa 1.2 km². Nel 1987, il Governo Federale lo donò al Comune di Juárez, con la condizione che fosse mantenuto come parco pubblico. Secondo gli archivi giornalistici del 1989, il piano iniziale prevedeva il rimboschimento dell'area, l'installazione di una pista ciclabile che attraversava l'intera superficie del parco, un campo da golf a nove buche, tre zoo, ristoranti e una pista di pattinaggio sul ghiaccio, oltre a giochi per bambini. Tuttavia, col passare del tempo, la possibilità di costruire campi da golf e zoo venne eliminata. Nel 2013 a est del parco è stato costruito il Monumento a la Mexicanidad, detto la "X" de Sebastián.